# Ремуш (Ђурђу)
Ремуш (рум. Remuș) насеље је у Румунији у округу Ђурђу у општини Фратешти. Oпштина се налази на надморској висини од 24 m.

## Становништво
Према подацима из 2002. године у насељу је живело 2072 становника, од којих су сви румунске националности.